# Carinha de anjo
 (срп. Ангел лице) бразилска је теленовела, продукцијске куће СБТ, снимана 2016.

## Улоге
| Глумац            | Улога              |
| ----------------- | ------------------ |
| Лорена Куеироз    | Дулце Мариа        |
| Жан Пол Кампос    | Јосе Царлос        |
| Габриел Милер     | Емилио Алмеида     |
| Калеб Фигуеиредо  | Луциано Бастос     |
| Дуда Силва        | Мариа Едуарда      |
| Хелена Луз        | Луциа Јункуеира    |
| Бренда Сантиаго   | Бренда             |
| Мануела Фернандес | Фернанда           |
| Биа Арантес       | Сестра Цецилиа     |
| Карло Порто       | Густаво Лариос     |
| Царол Лобацк      | Франциели да Силва |